# Romuald Kukołowicz
Romuald Kukołowicz (ur. 18 grudnia 1921 w Wilnie, zm. 25 kwietnia 2008 w Warszawie) – polski ekonomista, socjolog, polityk, nauczyciel akademicki, były wiceminister pracy.

## Życiorys
W okresie II wojny światowej był żołnierzem Służby Zwycięstwu Polski, Związku Walki Zbrojnej i Armii Krajowej.
Ukończył studia na Uniwersytecie Łódzkim, a następnie uzyskał stopień doktora na Katolickim Uniwersytecie Lubelskim. Był wykładowcą na tej uczelni. Zasiadał w Komitecie Badań Rejonów Uprzemysłowionych przy prezydium Polskiej Akademii Nauk. Od końca lat 40. współpracował z kardynałem Stefanem Wyszyńskim. Doradzał mu w sprawach ekonomicznych i społecznych. W latach 1980–1981 był doradcą NSZZ „Solidarność”, a następnie wszedł w składu Zarządu Regionu Mazowsze Solidarności. W styczniu 1981 wziął udział w liczącej 18 osób delegacji Solidarności do papieża Jana Pawła II. W podziemiu związany z Solidarnością Walczącą. Był przeciwnikiem obrad Okrągłego Stołu. Doradzał Partii Wolności.
W 1992 sprawował urząd wiceministra pracy w rządzie Jana Olszewskiego, a następnie był doradcą szefa Centralnego Urzędu Planowania Jerzego Kropiwnickiego. Współtworzył Akcję Wyborczą Solidarność. W wyborach parlamentarnych w 1997 bez powodzenia ubiegał się o mandat poselski z listy tego ugrupowania w województwie bydgoskim. Następnie odszedł z AWS, sprzeciwiając się koalicji z Unią Wolności. Następnie doradzał Stronnictwu Ludowemu „Ojcowizna”.
Pochowany został 30 kwietnia 2008 z wojskową asystą honorową na cmentarzu Powązkowskim w Warszawie (kwatera 297-1-7).

## Odznaczenia
W czasie II wojny światowej został dwukrotnie odznaczony Krzyżem Walecznych. W 1997 otrzymał odznakę Zasłużony Działacz Kultury. W 2007, za wybitne zasługi w działalności na rzecz przemian demokratycznych w Polsce, za osiągnięcia w podejmowanej z pożytkiem dla kraju pracy zawodowej i społecznej, został przez odznaczony prezydenta Lecha Kaczyńskiego Krzyżem Komandorskim Orderu Odrodzenia Polski. Pośmiertnie został także odznaczony Krzyżem Komandorskim z Gwiazdą Orderu Odrodzenia Polski za osiągnięcia w podejmowanej z pożytkiem dla kraju pracy zawodowej i społecznej.